# Paratropus connectens
Paratropus connectens är en skalbaggsart som beskrevs av Kanaar 1992. Paratropus connectens ingår i släktet Paratropus och familjen stumpbaggar. Inga underarter finns listade i Catalogue of Life.